# نیکولاس فون ورمان
نیکولاس فون ورمان (۲۴ دسامبر ۱۸۹۵ - ۲۶ اکتبر ۱۹۵۹) یک ژنرال با پیشینه پروسی بود که در ارتش آلمان نازی خدمت میکرد. 
ژنرال فون ورمان بیشتر طول جنگ جهانی دوم را در عملیات‌های جبهه شرق سپری کرد و در سال ۱۹۴۴ در دوره کوتاهی فرمانده ارتش نهم را فرماندهی کرد. در همین مدت اندک او در سرکوب قیام ورشو دخالت داشت، اما این سرکوب شامل نابودی پایتخت لهستان و قتل عام تمام ساکنان آن به همراهی نیروهای اس‌اس بود. پس از آن در روز ۴ مه ۱۹۴۵ و در بحبوحه روزهای پایانی جنگ جهانی دوم، فون ورمان به عنوان فرمانده دژ آلپ که در حقیقت وجود خارجی نداشت منصوب شد. 
فون ورمان از دریافت کنندگان صلیب شوالیه آهنین است و نهایتاً در ۲۶ اکتبر ۱۹۵۶ در برشتس گادن فوت کرد.